# Farmtrac 690 DT
Farmtrac 690 DT – ciągnik rolniczy produkowany przez Farmtrac Tractors Europe Sp. z o.o. w Mrągowie.

## Dane techniczne
Silnik:
- Typ: Perkins 1104D-44T[2] (Euro 3A), 854E-E34TA (Euro IIIB)
- Rodzaj: wysokoprężny, turbodoładowany
- Moc: 64,5 kW (88 KM) przy 2200 obr./min.
- Maksymalny moment obrotowy: 360 Nm (3A) 370 Nm (3B) przy 1400 obr./min.
- Liczba cylindrów: 4
- Średnica cyl./skok tłoka: 105/127 mm
- Pojemność skokowa: 4400 (3A), 3387 (3B) cm³
- Ilość oleju w silniku: 10 l
- Pompa wtryskowa: Delphi, type 1533 – 2644C315 (3A)

Układ napędowy:
- Sprzęgło: suche, dwytarczowe, 310 mm
- Przekładnia: Carraro 506HD
- Liczba biegów przód/tył: 24/24

Układy jezdne:
- Mechanizm kierowniczy: hydrostatyczny
- Przedni most napędowy: Carraro 20.16
- Ogumienie przód/tył: 12,4-R24 / 18,4-R30
- Hamulec roboczy: tarczowy

Układy agregowania:
- Regulacja podnośnika: regulacja pozycyjna i siłowa
- Wałek odbioru mocy: 540/540E.
- Udźwig podnośnika: 3100 kg
- Wydatek hydrauliki zewnętrznej: 39, 50 (3B) l/min.
- Liczba wyjść hydrauliki zewnętrznej: 6
- Ciśnienie nominalne na szybkozłączu: 19 MPa

Masa – wymiary – pojemności:
- Długość: 3684–4350 mm
- Wysokość: 2533–2584 mm
- Szerokość: 19392403 mm
- Prześwit: 410480 mm
- Masa: 3987 kg
- Maksymalne obciążenie osi przedniej/tylnej: 3250/4500 kg
- Zbiornik paliwa: 98 dm³
- Kabina czterosłupkowa, bezpieczna, komfortowa